# Brief Encounters (Fernsehserie, 2016)
Brief Encounters ist eine britische Fernsehserie aus dem Jahr 2016. Die Handlung spielt 1982 in Sheffield. Vier Frauen verdienen sich Geld dazu, indem sie Verkaufspartys veranstalten, auf denen sie anderen Frauen Sextoys und Reizwäsche anbieten. Die Serie erzählt von der Skepsis des Umfelds der Frauen, von der Gesellschaft des Englands der Thatcher-Ära und verwendet die Musikhits der frühen Achtziger.
Die Hauptrollen spielen Sophie Rundle, Penelope Wilton, Angela Griffin und Sharon Rooney. In weiteren Rollen zu sehen sind Peter Wight, Karl Davies, Chloe Pirrie, Felicity Montagu und Gina Bramhill.
Bei Arte wurde die Serie unter dem Titel Good Vibrations ausgestrahlt.